# خوان كروز مونتياغودو
خوان كروز مونتياغودو (بالإسبانية: Juan Cruz Monteagudo)‏ هو لاعب كرة قدم أرجنتيني في مركز الدفاع، ولد في 26 أكتوبر 1995 في سان مارتن في الأرجنتين. لعب مع نويفا شيكاجو.

## وصلات خارجية
- خوان كروز مونتياغودو على موقع Soccerway.com (الإنجليزية)